# Jack Heyes
James Heyes (sinh năm 1902) là một cầu thủ bóng đá người Anh thi đấu ở vị trí inside forward cho Sunderland.